# Colonia di Rhode Island e delle piantagioni di Providence
La Colonia di Rhode Island e delle Piantagioni di Providence fu una colonia inglese fondata nel 1636.
Fu una delle tredici colonie a fondare gli Stati Uniti d'America.
Vi fu istituito il 1º Reggimento Rhode Island, primo reggimento dell'esercito continentale composto esclusivamente da afroamericani.